# Oresbius palanderii
Oresbius palanderii är en stekelart som först beskrevs av Holmgren 1880.  Oresbius palanderii ingår i släktet Oresbius och familjen brokparasitsteklar. Inga underarter finns listade i Catalogue of Life.